# Відкритий чемпіонат Франції з тенісу 2009
Відкритий чемпіонат Франції з тенісу 2009 (турнір відомий також як Ролан Гаррос на честь знаменитого французького авіатора) — тенісний турнір, що проводився на відкритому повітрі на ґрунтових кортах. Це був 108 Відкритий чемпіонат Франції, другий турнір Великого шолома в календарному році. Турнір проходив на Стад Ролан Гаррос У Парижі з 24 травня по 7 червня 2009 року.
Свої титули в одиночному розряді захищали Рафаель Надаль та Ана Іванович. Обоє програли в четвертому колі: Денису Пальоному та Вікторії Азаренко, відповідно.

## Результати фінальних матчів

### Дорослі
| Одиночний розряд. Чоловіки |                                 |                   |
| Роджер Федерер | Робін Седерлінг                 | 6–1, 7–6(1), 6–4  |
| Для Федерера це був другий титул року та 59-ий загалом, 14-ий титул Великого шолома (він зрівнявся за цим показником із Пітом Сампрасом) та перший титул Ролан-Гарросу. З цією перемогою Федерер завершив кар'єрний великий шолом. |                                 |                   |
| Одиночний розряд. Жінки |                                 |                   |
| Світлана Кузнецова | Дінара Сафіна                   | 6–4, 6–2          |
| Для Кузнєцової це 2 титул поточного року та другий титул Великого шолома за кар'єру. Ролан-Гаррос вона виграла уперше. |                                 |                   |
| Парний розряд. Чоловіки |                                 |                   |
| Лукаш Длоуги Леандер Паес | Веслі Муді Дік Норман           | 3–6, 6–3, 6–2     |
| Для Длоуги це перший титул Великого шолома. Паес виграв свій 5-ий турнір Великого шолома та другий Ролан-Гаррос. |                                 |                   |
| Парний розряд. Жінки |                                 |                   |
| Анабель Медіна Гаррігес Вірхінія Руано Паскуаль | Вікторія Азаренко Олена Весніна | 6–1, 6–1          |
| Медіна виграла турнір Великого шолома вдруге, і вдруге Ролан-Гаррос. Для Руано Паскуаль це десята перемога в турнірах Великого шолома і шоста в Франції.                                                                           |                                 |                   |
| Мікст |                                 |                   |
| Лізель Губер Боб Браян | Ваня Кінґ Марсело Мело          | 5–7, 7–6(5), 10–7 |
| |                                 |                   |

### Юніори
| Одиночний розряд. Хлопці           |                            |                |
| Даніель Берта                      | Джанні Міна                | 6–1, 3–6, 6–3  |
|                                    |                            |                |
| Одиночний розряд. Дівчата          |                            |                |
| Крістіна Младенович                | Дарія Гаврилова            | 6–3, 6–2       |
|                                    |                            |                |
| Парний розряд. Хлопці              |                            |                |
| Марін Драганья Діно Марцан         | Гільєрме Слезар Хуан Лянчі | 6–3, 6–2       |
|                                    |                            |                |
| Парний розряд. Дівчата             |                            |                |
| Елена Богдан Ноппаван Лертчивакарн | Тімеа Бабош Гезер Вотсон   | 3–6, 6–3, 10–8 |
|                                    |                            |                |